# Sportclub Enschede in het seizoen 1954/55
Het seizoen 1954/1955 was het eerste jaar in het bestaan van de Enschedese betaaldvoetbalclub Sportclub Enschede. De club kwam uit in de Eerste klasse D en eindigde daarin op de vijfde plaats, dit betekende dat de club in het nieuwe seizoen uitkwam op het hoogste voetbalniveau.

## Wedstrijdstatistieken

### Eerste klasse A(afgebroken)
|       | AGOVV | Blauw-Wit | DWS   | Elinkwijk | GVAV | Haarlem | Heerenveen | HVC   | Leeuwarden | Vitesse | VSV | Wageningen |
| ----- | ----- | --------- | ----- | --------- | ---- | ------- | ---------- | ----- | ---------- | ------- | --- | ---------- |
| Thuis | –     | –         | –     | 2 – 0     | –    | 3 – 1   | –          | –     | 0 – 2      | –       | –   | –          |
| Uit   | 1 – 1 | –         | 1 – 2 | –         | –    | –       | 3 – 0      | 1 – 1 | –          | 1 – 0   | –   | 0 – 0      |

### Eerste klasse D
|       | AGOVV | Ajax  | Be Quick | BVV   | D.F.C. | Eindhoven | De Graafschap | HVC   | RBC   | De Volewijckers | VSV   | VVV   | Xerxes |
| ----- | ----- | ----- | -------- | ----- | ------ | --------- | ------------- | ----- | ----- | --------------- | ----- | ----- | ------ |
| Thuis | 2 – 2 | 1 – 1 | 2 – 1    | 3 – 1 | 0 – 1  | 1 – 0     | 0 – 2         | 2 – 0 | 6 – 0 | 1 – 0           | 3 – 1 | 2 – 2 | 2 – 0  |
| Uit   | 0 – 6 | 3 – 0 | 1 – 3    | 2 – 1 | 4 – 0  | 3 – 0     | 5 – 2         | 1 – 1 | 3 – 1 | 0 – 5           | 2 – 1 | 1 – 1 | 0 – 2  |

## Statistieken Sportclub Enschede 1954/1955

### Eindstand Sportclub Enschede in de Nederlandse Eerste klasse D 1954 / 1955
| Stand | Gespeeld | Gewonnen | Gelijk | Verloren | Punten | Doelpunten voor | Doelpunten tegen |
| ----- | -------- | -------- | ------ | -------- | ------ | --------------- | ---------------- |
| 5e    | 26       | 12       | 5      | 9        | 29     | 48              | 36               |

### Eindstand Sportclub Enschede in de Nederlandse Eerste klasse A 1954 / 1955 (afgebroken)
| Stand | Gespeeld | Gewonnen | Gelijk | Verloren | Punten | Doelpunten voor | Doelpunten tegen |
| ----- | -------- | -------- | ------ | -------- | ------ | --------------- | ---------------- |
| 7e    | 9        | 3        | 3      | 3        | 9      | 9               | 10               |

### Topscorers
| #                | Naam                     | Goal |
| ---------------- | ------------------------ | ---- |
| 1.               | Gerrit Moddejonge        | 7    |
| 1.               | Gerrit Voges             | 7    |
| 3.               | Joop Janssen             | 5    |
| 4.               | Hilly Wip                | 5    |
| 5.               | Arnold Bosch             | 3    |
| 6.               | Piet van Ek              | 2    |
| 7.               | Henny Moddejonge         | 1    |
| 7.               | Gerrit Plas              | 1    |
| 7.               | Hans Poorthuis           | 1    |
| 7.               | Herman Schouwink         | 1    |
| Eigen doelpunten |                          |      |
| 1.               | Sacharias (RBC)          | 1    |
| 1.               | Arie de Vroet (Be Quick) | 1    |
| Totaal           | Totaal                   | 48   |

| #      | Naam              | Goal |
| ------ | ----------------- | ---- |
| 1.     | Hans Fransen      | 2    |
| 1.     | Joop Janssen      | 2    |
| 1.     | Gerrit Moddejonge | 2    |
| 1.     | Gerrit Voges      | 2    |
| 5.     | Henny Moddejonge  | 1    |
| Totaal | Totaal            | 9    |